# Jean-Théodore Radoux

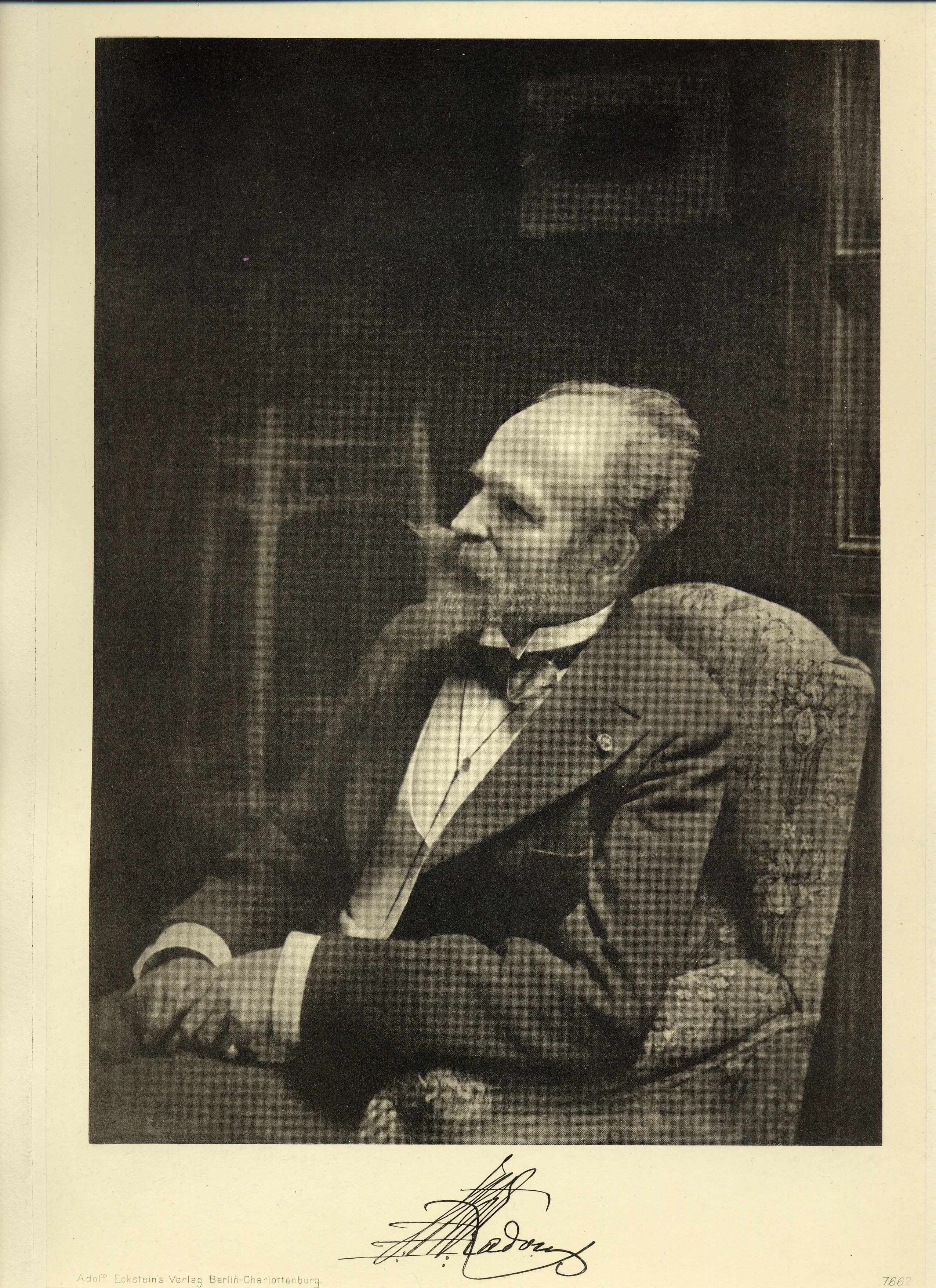
Jean-Théodore Radoux

Jean-Théodore Radoux (Lieja, 9 de noviembre de 1835-Lieja, 20 de marzo de 1911) fue un compositor y musicólogo belga.

## Biografía
Estudió primero en el Conservatorio de Lieja y luego en el de París, donde tuvo por maestro a Jacques Fromental Halévy. Obtuvo en 1859 el Premio de Roma belga por su cantata Le juif errant. Desde 1872 hasta su muerte, ocurrida en 1911, dirigió el Conservatorio de Lieja.
Entre sus principales composiciones figuran los poemas sinfónicos Ahasverus, Le festin de Balthasar y Epopée nationale; un Te Deum (1863), las óperas Le Béarnais (1866) y La coupe enchantée; el oratorio Cain, las cantatas La fille de Jephté y Geneviève de Brabant (1907), así como melodías vocales, etc. Publicó, además, los escritos Daussoigne-Méhul, Vieuxtemps, sa vie et ses œuvres (1891) y La musique et les écoles nationales (1896).